# Băneasa (Galați)
Pour les articles homonymes, voir Băneasa.
Băneasa est une commune du județ de Galați en Roumanie.